# Licht (Chirojeugd)

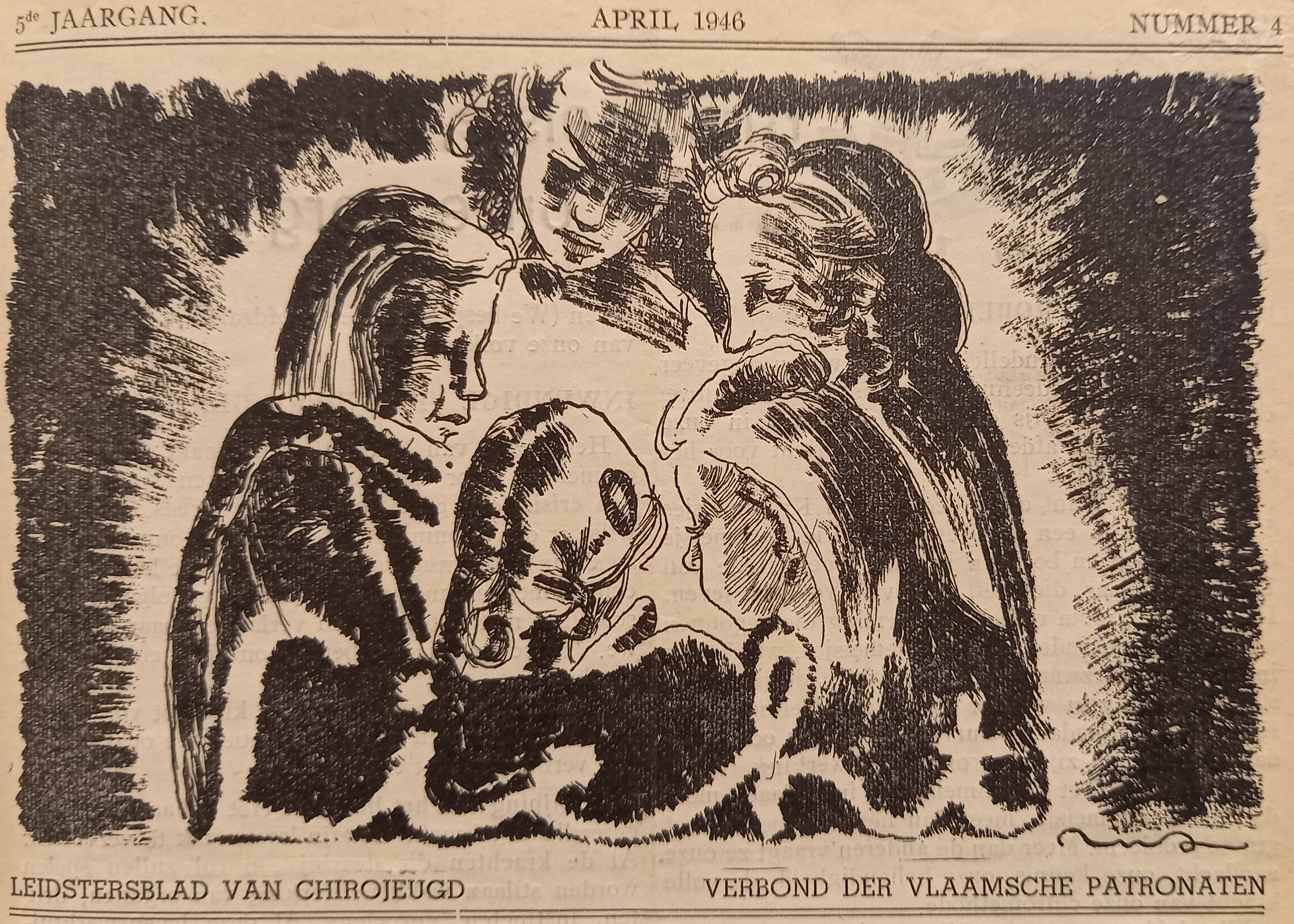
voorpagina Licht (april 1946)

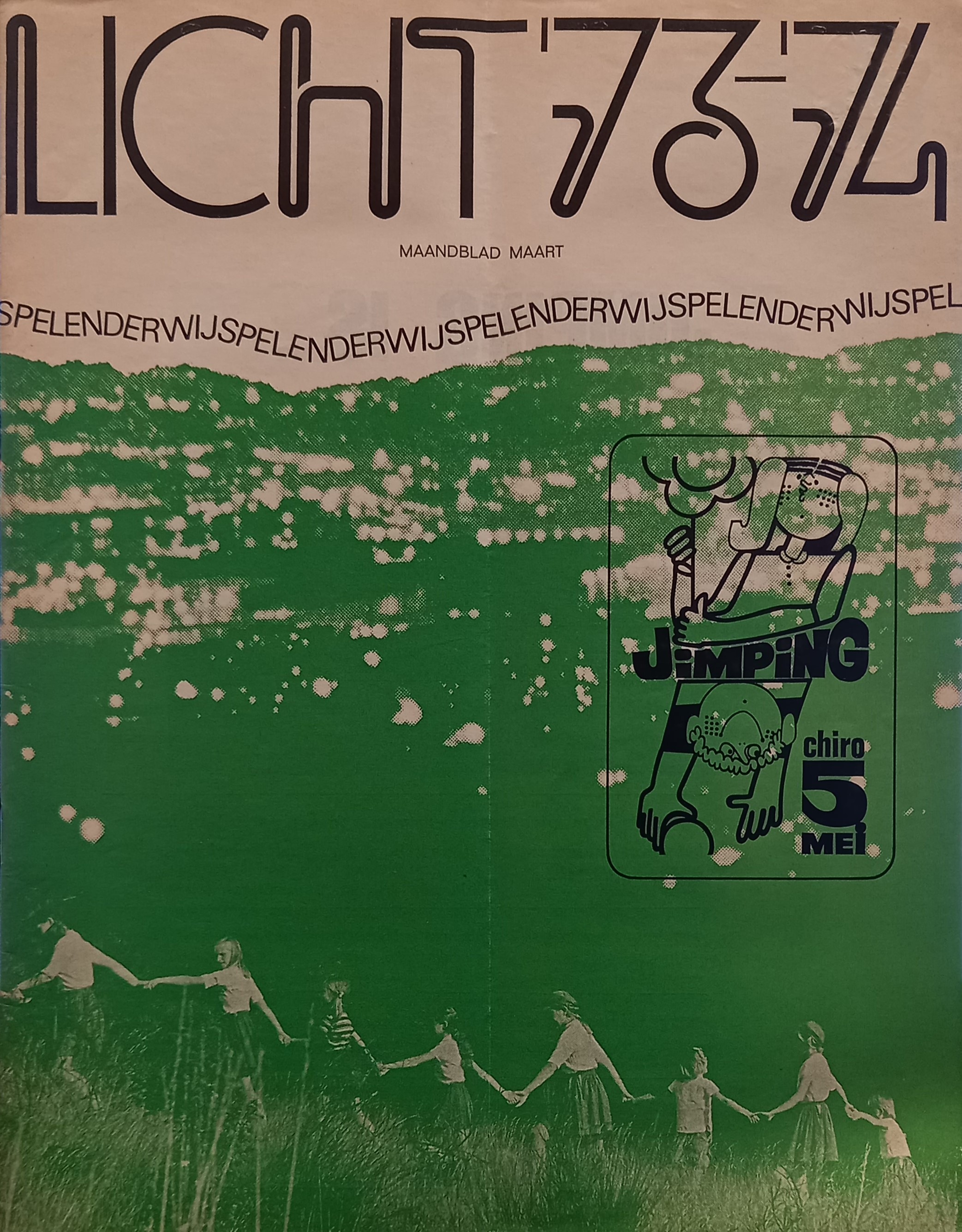
voorpagina Licht (maart 1974)

Licht was een nationaal tijdschrift voor de leidsters van Chirojeugd Vlaanderen.

## Geschiedenis
Het eerste nummer van Licht verscheen in mei 1941 onder impuls van nationaal proost van Chiro Leo Van Hoebroeck. Het had een slechte drukkwaliteit en verscheen op slechts 200 exemplaren. Op de voorpagina stond een kaars getekend als symbool voor vuur, licht en warmte, vorming en geestdrift. Doordat Licht de leidsters zou aangezet hebben om te bidden voor de Belgen in Duitsland, mocht het niet meer verschijnen. Clandestien verscheen het blad verder onder de vorm van een periodieke werkmap. In januari 1945 verscheen het maandelijks onder een nieuwe vorm en groeide het aantal abonnementen tot 900.  Aanvankelijk bleef dit blad ook van matige kwaliteit door de papierschaarste en de hoge drukprijzen. Vanaf maart 1947 werd de tweekleurendruk toegepast. Het blad groeide mee met de tijd en de artikels werden hedendaagser. Verschillende generaties leidsters kregen inspiratie en ondersteuning door dit blad. De veranderende tijdsgeest, waarvan Top 64 het symbool werd, leidde tot een gemengde Chirowerking. Licht smolt in januari 1975 samen met het leidersblad Gloed tot Licht & Gloed.

## Inhoud
Het leidstersblad Licht bevatte veel informatie. Het omvatte onder andere de basisprincipes van de Chirojeugd die gebaseerd waren op "De Grondslagen van de Chirowerking" uitgeschreven door landbondsproost Bert Peeters, het wachtwoord van de maand dat uitgewerkt werd over vier weken, en diverse activiteiten zoals spelen, vertelschema's, liederen en poppenspelen. Daarnaast vond men hier de beschrijving en motivering van verschillende stijlvormen, waaronder marcheren, de formatie, het uniform, de avond- en morgenwijding. Men kon hier ook nieuws vinden over gebeurtenissen binnen en buiten de Chiro en de katholieke wereld, de missies en Chiro in het buitenland, actuele thema's, evenals artikelen over de afdelingswerking. Lijsten van behaalde leidstersbrevetten, intreden in kloosters en inzamelacties werden gepubliceerd ter motivatie van anderen.